# کیس بروکمن
کیس بروکمن (انگلیسی: Kees Broekman; ۲ ژوئیهٔ ۱۹۲۷ – ۸ نوامبر ۱۹۹۲) اسکیت‌باز سرعت اهل پادشاهی هلند بود.